# Washougal (Washington)
Washougal es una ciudad ubicada en el condado de Clark en el estado estadounidense de Washington. En el año 2000 tenía una población de 13.509 habitantes y una densidad poblacional de 669,7 personas por km².

## Geografía
Washougal se encuentra ubicada en las coordenadas 45°34′55″N 122°20′53″O / 45.58194, -122.34806.

## Demografía
Según la Oficina del Censo en 2000 los ingresos medios por hogar en la localidad eran de $38.719, y los ingresos medios por familia eran $52.293. Los hombres tenían unos ingresos medios de $37.351 frente a los $26.032 para las mujeres. La renta per cápita para la localidad era de $19.389. Alrededor del 9,7% de la población estaban por debajo del umbral de pobreza.